# Vebjørn Sørum
Vebjørn Sørum (* 11. August 1998 in Gjøvik, Oppland) ist ein norwegischer Biathlet. Er wurde 2023 zweifacher Europameister und startet seit demselben Jahr im Weltcup, wo er mit der Staffel bereits zwei Siege einfahren konnte.

## Karriere

### Erfolge im Juniorenbereich
Vebjørn Sørum bestritt seine ersten internationalen Wettkämpfe bei den Jugendweltmeisterschaften 2017 in Osrblie, wo er gemeinsam mit Sivert Guttorm Bakken und Jørgen Brendengen Krogsæter die Goldmedaille im Staffelbewerb gewann. Im Dezember 2018 gab er sein Debüt im IBU-Cup und erreichte in Idre seine erste Top-10-Platzierung, in Ridnaun lief er mit der Mixedstaffel kurz darauf erstmals aufs Podest. Bei den Juniorenweltmeisterschaften 2019, die erneut in Osrblie stattfanden, gewann der Norweger Gold im Sprint und in der Verfolgung. Kurz darauf gewann er bei den Junioreneuropameisterschaften Silber im Einzelwettkampf und – gemeinsam mit Hilde Fosse, Randi Sollid Nordvang und Sivert Bakken – im Mixedwettkampf. Am Saisonende ergatterte er auch seine erste Medaille bei norwegischen Meisterschaften, mit Bakken, Harald Øygard und Emil Nyeng gewann er als Vertreter Opplands Silber. Auch bei der Junioren-WM 2020 in der Lenzerheide gewann Sørum mit Silber im Einzelwettkampf und Gold im Sprint zweimal Edelmetall. Diese erneut erfolgreiche Saison krönte er beim Supersprint in Martell mit seinem ersten Sieg bei einem IBU-Cup-Rennen. In den Saisons 2020/21 und 2021/22 bekam der Norweger hingegen zusammengerechnet nur sechs Einsätze auf der zweithöchsten Rennebene und erzielte als mit Abstand bestes Ergebnis lediglich einen siebten Rang. Seine ersten nationalen Meistertitel errang er im März 2022, Sørum profitierte vom Fehlen der norwegischen Weltcupstarter und gewann Sprint, Massenstart und mit der Mixedstaffel.

### EM-Titel und erster Weltcupsieg
Auch im Winter 2022/23 wurde Sørum erst nach dem Jahreswechsel in die IBU-Cup-Mannschaft aufgenommen, überzeugte aber auf der Pokljuka mit zwei dritten Plätzen und einem Sieg von vornherein und durfte so auch bei den Europameisterschaften in der Lenzerheide starten. Dort belegte er zunächst Rang sechs im Einzel, gewann daraufhin hinter Landsmann Erlend Bjøntegaard die Silbermedaille im Sprint und entschied den Verfolger sogar für sich. Auch mit der Mixedstaffel gewann er den EM-Titel. Nachdem er auch in Canmore zwei weitere IBU-Cup-Bewerbe für sich entscheiden konnte, wurde der Norweger für die zwei verbleibenden Stationen in die Weltcupmannschaft aufgenommen und ergatterte in Oslo als 23. des Sprints auch seine ersten Ranglistenpunkte. Ein großer Coup gelang ihm allerdings bei seinem Debütwochenende in Östersund, als Sørum für die Herrenstaffel aufgestellt wurde und das Rennen an der Seite von Endre Strømsheim, Johannes Dale und Vetle Sjåstad Christiansen auf Anhieb gewinnen konnte. Auch in der Saison 2023/24 startete der Norweger im ersten Trimester im Weltcup, erzielte gleich zu Beginn im Sprint von Östersund seinen ersten Individualpodestplatz und bestätigte diesen mit Rang 7 im Verfolger. Dennoch wurde Sørum, da der von Endre Strømsheim belegte siebte Startplatz wegfiel, nach den Wettkämpfen von Hochfilzen als Zehnter der Gesamtwertung und damit schlechtestplatzierter Norweger aus dem Aufgebot genommen, durfte aber trotzdem den Massenstart in der Lenzerheide bestreiten und schloss diesen als Sechster ab.

## Statistiken

### Weltcupsiege
| Nr. | Datum         | Ort        | Disziplin |
| --- | ------------- | ---------- | --------- |
| 1.  | 15. Jan. 2025 | Ruhpolding | Einzel    |

| Nr. | Datum         | Ort         | Disziplin      |
| --- | ------------- | ----------- | -------------- |
| 1.  | 11. März 2023 | Östersund   | Staffel 1      |
| 2.  | 30. Nov. 2024 | Kontiolahti | Mixedstaffel 2 |

### Weltcupplatzierungen
Die Tabelle zeigt alle Platzierungen (je nach Austragungsjahr einschließlich Olympische Spiele und Weltmeisterschaften).
- 1.–3. Platz: Anzahl der Podiumsplatzierungen
- Top 10: Anzahl der Platzierungen unter den ersten zehn (einschließlich Podium)
- Punkteränge: Anzahl der Platzierungen innerhalb der Punkteränge (einschließlich Podium und Top 10)
- Starts: Anzahl gelaufener Rennen in der jeweiligen Disziplin
- Staffel: inklusive Mixed- und Single-Mixed-Staffeln

| Platzierung               | Einzel | Sprint | Verfolgung | Massenstart | Staffel | Gesamt |
| ------------------------- | ------ | ------ | ---------- | ----------- | ------- | ------ |
| 1. Platz                  |        |        |            |             | 1       | 1      |
| 2. Platz                  |        |        |            |             |         |        |
| 3. Platz                  |        | 1      |            | 1           |         | 2      |
| Top 10                    |        | 1      | 1          | 2           | 1       | 5      |
| Punkteränge               | 1      | 4      | 4          | 4           | 1       | 14     |
| Starts                    | 2      | 5      | 5          | 4           | 1       | 17     |
| Stand: Saisonende 2023/24 |        |        |            |             |         |        |

### Jugend-/Juniorenweltmeisterschaften
Sørum nahm 2017 an den Jugend- und ab 2019 an den Juniorenweltmeisterschaften teil.
| Weltmeisterschaften | Weltmeisterschaften | Einzelwettbewerbe | Einzelwettbewerbe | Einzelwettbewerbe | Herrenstaffel |
| Jahr                | Ort                 | Einzel            | Sprint            | Verfolgung        | Herrenstaffel |
| ------------------- | ------------------- | ----------------- | ----------------- | ----------------- | ------------- |
| 2017                | Osrblie             | 39.               | 27.               | 8.                | 1.            |
| 2019                | Osrblie             | 49.               | 1.                | 1.                | 4.            |
| 2020                | Lenzerheide         | 2.                | 1.                | 6.                | 4.            |

### IBU-Cup-Siege
| Nr. | Datum         | Ort              | Disziplin              |
| --- | ------------- | ---------------- | ---------------------- |
| 1.  | 13. Feb. 2020 | Martell          | Supersprint            |
| 2.  | 15. Jan. 2023 | Pokljuka         | Sprint                 |
| 3.  | 28. Jan. 2023 | Lenzerheide (EM) | Verfolgung             |
| 4.  | 29. Jan. 2023 | Lenzerheide (EM) | Mixedstaffel 1         |
| 5.  | 4. Feb. 2023  | Obertilliach     | Sprint                 |
| 6.  | 1. März 2023  | Canmore          | Sprint                 |
| 7.  | 4. März 2023  | Canmore          | Mixedstaffel 2         |
| 8.  | 4. Jan. 2024  | Martell          | Kurzeinzel             |
| 9.  | 13. Jan. 2024 | Ridnaun          | Single-Mixed-Staffel 3 |
| 10. | 24. Feb. 2024 | Osrblie (EM)     | Einzel                 |